# Challenger de Champaign 2021
El torneo JSM Challenger of Champaign–Urbana 2021 fue un torneo de tenis perteneció al ATP Challenger Tour 2021 en la categoría Challenger 80. Se trató de la 25.ª edición, el torneo tuvo lugar en la ciudad de Champaign (Estados Unidos), desde el 15 hasta el 21 de noviembre de 2021 sobre pista dura bajo techo.

## Jugadores participantes del cuadro de individuales
| Favorito | País                      | Jugador              | Rank1 | Posición en el torneo |
| -------- | ------------------------- | -------------------- | ----- | --------------------- |
| 1        | Bandera de Alemania       | Daniel Altmaier      | 105   | Segunda ronda         |
| 2        | Bandera de Estados Unidos | Mitchell Krueger     | 147   | Cuartos de final      |
| 3        | Bandera de Estados Unidos | Jeffrey John Wolf    | 152   | Semifinales           |
| 4        | Bandera de Australia      | Aleksandar Vukic     | 172   | FINAL                 |
| 5        | Bandera de China Taipéi   | Jason Jung           | 173   | Segunda ronda         |
| 6        | Bandera de la India       | Prajnesh Gunneswaran | 180   | Primera ronda         |
| 7        | Bandera de Eslovenia      | Blaž Rola            | 185   | Primera ronda         |
| 8        | Bandera de Estados Unidos | Stefan Kozlov        | 188   | CAMPEÓN               |

- 1 Se ha tomado en cuenta el ranking del 8 de noviembre de 2021.

### Otros participantes
Los siguientes jugadores recibieron una invitación (wild card), por lo tanto ingresan directamente al cuadro principal (WC):
- Ezekiel Clark
- Vasil Kirkov
- Aleksandar Kovacevic

Los siguientes jugadores ingresan al cuadro principal tras disputar el cuadro clasificatorio (Q):
- Gijs Brouwer
- Arjun Kadhe
- Ben Shelton
- Keegan Smith

## Campeones

### Individual Masculino
- Stefan Kozlov derrotó en la final a  Aleksandar Vukic, 5–7, 6–3, 6–4

### Dobles Masculino
- Nathaniel Lammons /  Jackson Withrow derrotaron en la final a  Treat Huey /  Max Schnur, 6–4, 3–6, [10–6]